# Zelandomyia otagensis
Zelandomyia otagensis là một loài ruồi trong họ Limoniidae. Chúng phân bố ở miền Australasia.